# Helmut Jahn

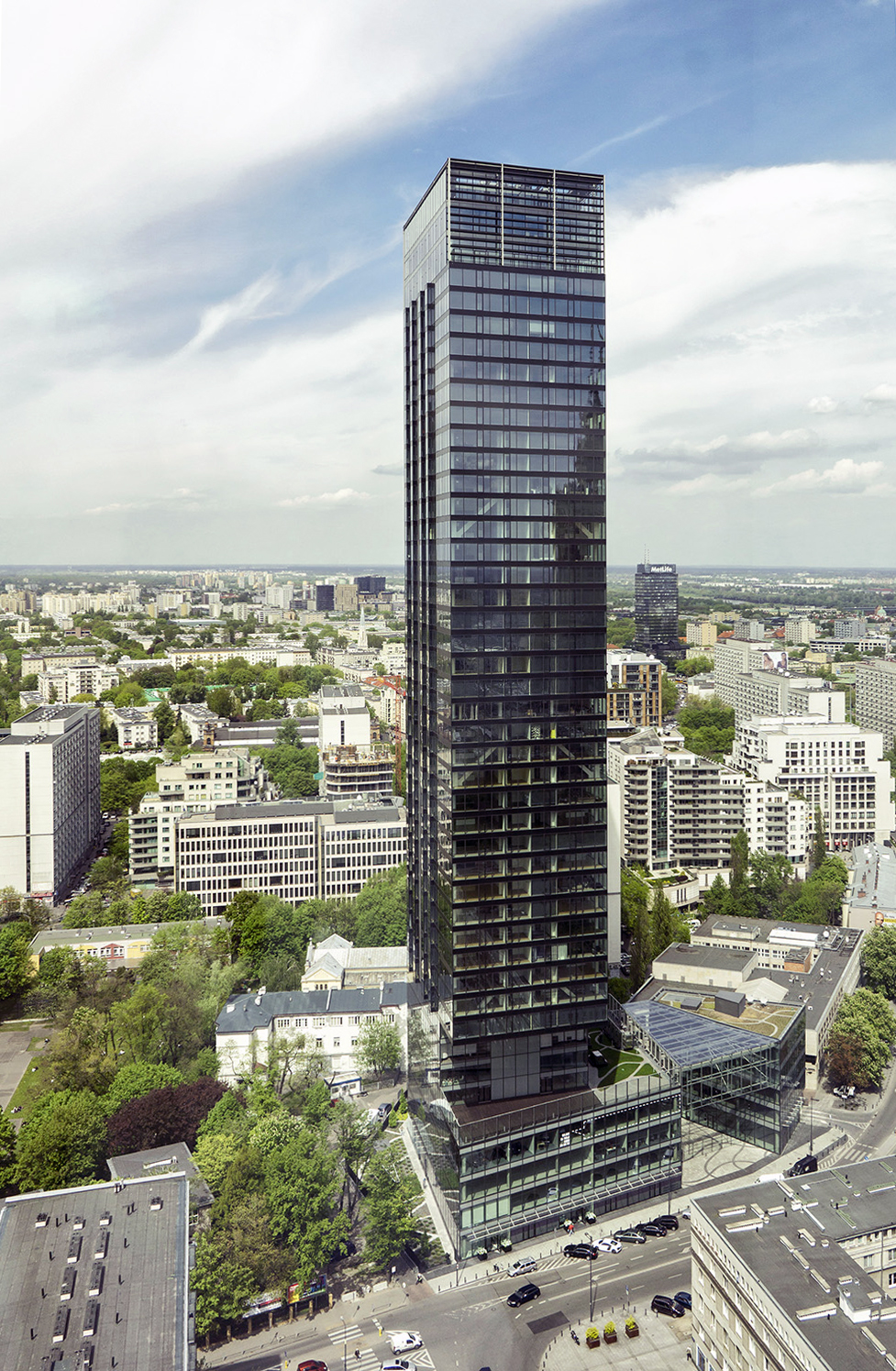
Wieżowiec Cosmopolitan przy ul. Twardej 2/4 w Warszawie

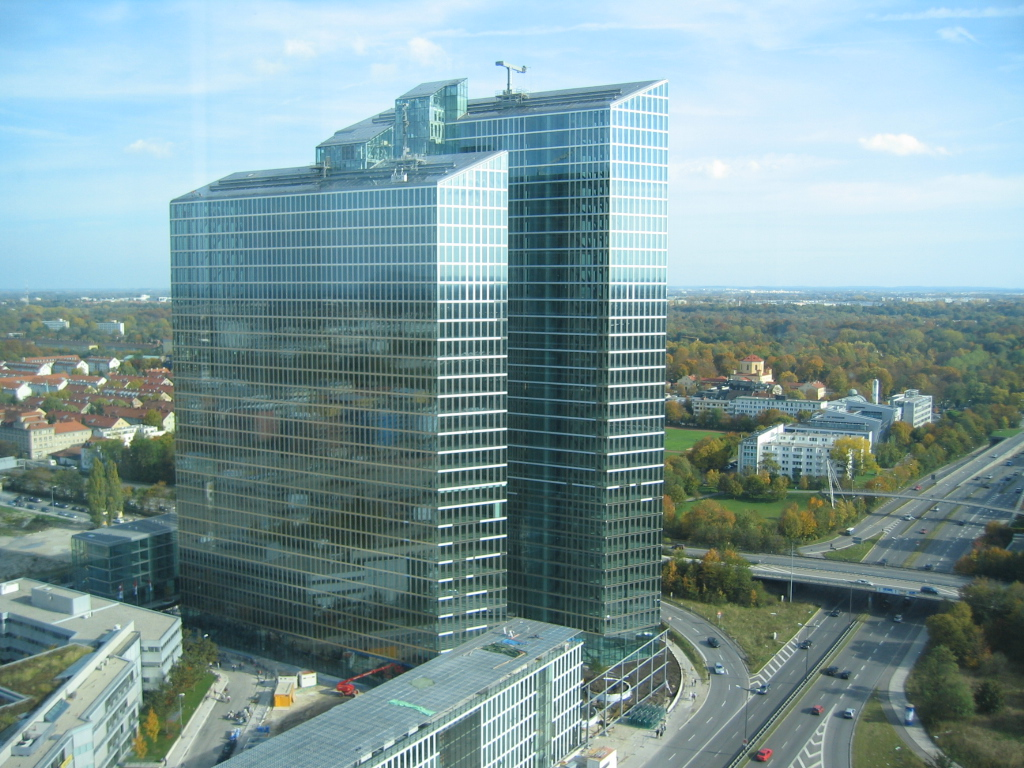
Highlight Towers w Monachium

Helmut Jahn (ur. 4 stycznia 1940 w Norymberdze, zm. 8 maja 2021 w Campton Hills) – niemiecki architekt, który większą część życia spędził w Stanach Zjednoczonych.

## Życiorys
W 1965 ukończył studia architektoniczne na Uniwersytecie Technicznym w Monachium. W 1966 wyjechał do Chicago, gdzie na Illinois Institute of Technology podjął studia podyplomowe w dziedzinie architektury. Poznał tam Miesa van der Rohe, i jak sam uważał, znalazł się pod jego silnym wpływem. W 1967 rozpoczął pracę w biurze C. F. Murphy Associates, które w 1981 przekształciło się w firmę Murphy/Jahn. Od 1983 do śmierci Jahn był dyrektorem generalnym firmy.
Zginął w wypadku drogowym na swoim rowerze 8 maja 2021 roku. Do kolizji doszło w Campton Hills, w Illinois, w pobliżu jego domu, na przedmieściach położonych około 40 mil na zachód od Chicago, miał 81 lat.

## Dzieła
- 2010–2014 – Cosmopolitan Twarda 2/4 w Warszawie
- 2007–2009 – Weser Tower w Bremie[5]
- 2002–2005 – Port lotniczy Bangkok-Suvarnabhumi[6]
- 2004 (otwarcie) – dworzec kolejowy w porcie lotniczym Köln/Bonn
- 2002–2004 – Highlight Munich Business Towers(inne języki) w monachijskiej dzielnicy Schwabing(inne języki)[7]
- 2000 (otwarcie) – Port lotniczy Köln/Bonn – Terminal 2[8]
- 2002–2004 – Post Tower w Bonn, siedziba koncernu Deutsche Post[9]
- 1998–2001 – nowy budynek Kranzler Eck przy Kurfürstendamm w Berlinie[10]
- 1995–2000 – Sony Center[11] wraz z BahnTower[12] przy placu Poczdamskim w Berlinie
- 2000 – siedziba koncernu Bayer[13]
- 1999 – Port lotniczy imienia Franza Josefa Straussa w Monachium
- 1988–1991 – Messeturm we Frankfurcie nad Menem[14]
- 1985–1988 – United Airlines Terminal 1 w Chicago[15]
- 1979–1983 – State of Illinois Center (James R. Thompson Center) w Chicago[16]